# 普赖德号护航驱逐舰
普赖德号护航驱逐舰（英語：USS Pride，舷号：DE-323），是美国海军于第二次世界大战期间建造的一艘埃德索尔级护航驱逐舰，其舰名取自在珍珠港事件中阵亡的小路易斯·贝利·普赖德（Lewis Bailey Pride, Jr.）少尉。
该舰由普赖德少尉的母亲冠名，于1943年4月12日在德克萨斯州奥兰治联合钢铁厂铺设龙骨，随后于7月3日下水。11月13日，普赖德号正式服役，交由拉尔夫·R·柯里（Ralph R. Curry）中校指挥。

## 设计与装备
埃德索尔级护航驱逐舰的设计与巴克利级护航驱逐舰类似，均采用长船体并建有较高的舰桥。该级护航驱逐舰配备3英寸（76毫米）50倍径单装主炮，后续曾计划更换为5英寸（127毫米）38倍径主炮，但最终没有实际执行。该级护航驱逐舰由4台费尔班克斯-莫尔斯38D8-1/8-10内燃机提供动力，总功率最高可达6000匹马力，最高航速21节。其燃料舱可携带312吨重油，在12节航速下航程可达11000海里。此外，该级舰船还配备有较完善的侦查搜索系统，包括SL或SU水面雷达、SA对空雷达、QC声呐系统以及用于监听潜艇无线电的HF/DF天线。

## 服役历史
在百慕大完成试航调整后，普赖德号开始执行跨大西洋护航任务，此后的12个月内，她共护送6批船团前往地中海。1944年4月20日，普赖德号所在UGS-38船团在阿尔及尔海域遭遇德军空袭，队内兰斯代尔号驱逐舰及4艘运输船沉没，回程期间，普赖德号与约瑟夫·E·坎贝尔号、塞内加尔号、布兰克尼号协同作战，于5月4日成功击沉U-371号潜艇并俘获49名德军艇员。
1945年3月1日，普赖德号与姊妹舰莫斯利号、门杰斯号、洛号组成猎潜大队出发搜寻敌军潜艇，3月18日，她们在哈利法克斯海域成功击沉U-866号潜艇。普赖德号随后被调至围绕护航航空母舰组建的猎潜大队，继续开展反潜巡逻任务，此后的数个月内，共有5艘U型潜艇在该区域沉没，另有1艘在德国战败后投降。
普赖德号随后护送2批船团前往利物浦，任务结束后，她南下巴拿马运河协助潜艇开展演习训练。12月29日，普赖德号驶抵格林科夫斯普林斯封存，1946年4月26日，她于当地正式退役。1971年1月2日，普赖德号自美国海军除籍，随后于1974年1月30日被出售拆解。

## 荣誉
普赖德号服役期间所获荣誉如下：
|  |                                         |  |
|  | Bronze star · Bronze star · Bronze star |  |

| 战斗行动奖章 （追授） |                                        |                        |
| 美国战役奖章          | 欧洲-非洲-中东战役奖章 （3枚战斗之星） | 第二次世界大战胜利奖章 |

## 历任舰长
| 姓名       | 译名              | 军衔 | 所属军种       | 任职时间                   |
| ---------- | ----------------- | ---- | -------------- | -------------------------- |
|            | 拉尔夫·R·柯里     | 中校 | 美国海岸警卫队 | 1943年11月13日             |
|            | 温斯洛·H·巴克斯顿 | 少校 | 美国海岸警卫队 | 1945年1月7日               |
|            | 勒罗伊·A·切尼     | 上尉 | 美国海岸警卫队 | 1945年9月1日-1946年4月26日 |
| 参考文献： |                   |      |                |                            |